# Ларкин, Барри (пранкер)
Барри Ларкин (англ. Barry Larkin) — австралийский студент-пранкер, ветеринар из Мельбурна, совершивший обман (розыгрыш) с факелом в 1956 году на летних Олимпийских играх в Австралии.

## История
Родился в Австралии. В своей молодости Барри Ларкин и ещё восемь студентов колледжа St John’s College, University of Sydney спланировали акцию протеста против Олимпийского огня на летних Олимпийский играх в Мельбурне. Одна из причин протеста заключалась в том, что факел эстафеты был впервые придуман нацистами для пропаганды летних Олимпийских игр 1936 года в Берлине. По их плану один из студентов, одетый как факелоносец, должен был заменить реальный факел на поддельный, который был сделан из ножки стула, выкрашенной серебряной краской, и зажжённой тряпки, намоченной в керосине.
Настоящий факел передать мэру города Пэту Хиллзу (англ. Pat Hills) в сиднейском Town Hall должен был спортсмен Гарри Диллон (англ. Harry Dillon). Но шутники смогли отвлечь спортсмена; подменивший его Барри Ларкин передал «факел» мэру, который, не заметив подвоха, с ножкой стула в руке произнёс речь, а пранкер смог незаметно исчезнуть. Когда зрители обнаружили, что факел был поддельный, они начали возмущаться. Полиции пришлось успокаивать толпу, пока не появился настоящий факелоносец — Гарри Диллон.
Вернувшись в университет, Ларкин был восторженно встречен своими сокурсниками, а ректор сказал: «Молодец, сынок» (англ. «Well done, son»). Барри продолжил обучение в вузе, став впоследствии успешным ветеринарным врачом.